# Now in Color
«Now in Color» (en español, «Ahora en colores») es el tercer episodio de la miniserie de televisión estadounidense WandaVision, basada en los personajes Wanda Maximoff / Bruja Escarlata y Visión de Marvel Comics. Sigue a la pareja tratando de ocultar sus poderes mientras viven una vida suburbana idílica en el pueblo de Westview. El episodio está ambientado en el Universo cinematográfico de Marvel (UCM), compartiendo continuidad con las películas de la franquicia. Fue escrito por Megan McDonnell y dirigido por Matt Shakman.
Elizabeth Olsen y Paul Bettany retoman sus respectivos papeles de Wanda Maximoff y Visión de la saga cinematográfica, protagonizando junto a Teyonah Parris y Kathryn Hahn. Shakman se incorporó a la serie en agosto de 2019. El episodio rinde homenaje a sitcoms de los años 1970, como The Brady Bunch y Good Times, y presenta prominentemente a Wanda dando a luz a gemelos y luego haciendo referencia a su propio hermano gemelo Pietro. La filmación tuvo lugar en el área metropolitana de Atlanta, incluyendo Pinewood Atlanta Studios, y en Los Ángeles.
«Now in Color» se estrenó en Disney+ el 22 de enero de 2021. La crítica alabó las referencias a Pietro y Ultrón, así como la nueva información proporcionada sobre los misterios de la serie, pero criticó el pequeño papel del personaje de Hahn, Agnes.

## Trama
Durante lo que parece ser la década de los años 1970, Visión y Wanda Maximoff, que se ha quedado visiblemente embarazada en un periodo de tiempo extraordinariamente corto, hacen que el Dr. Nielson compruebe su estado, y le da a Wanda el visto bueno. El doctor se prepara para marcharse con su esposa de vacaciones a las Bermudas. Mientras Visión ve salir a Nielson, ve a su vecino Herb cortar el muro de hormigón que separa sus casas.
Wanda y Visión construyen una nueva habitación para el bebé y debaten sobre qué nombre ponerle, siendo Wanda partidaria del nombre Tommy, mientras que Visión prefiere el nombre Billy. El embarazo de Wanda se acelera rápidamente, y sus poderes se vuelven locos, lo que hace que genere accidentalmente una oleada de energía que corta la electricidad en todo Westview. Mientras Visión se apresura a buscar al Dr. Nielsen, Wanda recibe la visita de Geraldine. Wanda intenta sin éxito ocultarle su embarazo y da a luz a dos niños gemelos con su ayuda.
El Dr. Nielsen da a entender que sus vacaciones fueron un intento de escapar de Westview. Visión encuentra a Herb y Agnes cotilleando, y le preguntan a Visión sobre Geraldine. Herb intenta decirle a Visión algo sobre su situación, pero Agnes lo detiene y le revela que Geraldine no tiene casa ni familia en Westview. Wanda interroga a Geraldine después de que esta le revele que sabe que Pietro, el hermano gemelo de Wanda, fue asesinado por Ultrón. Wanda se da cuenta de que Geraldine lleva un colgante con el emblema de una espada.
Visión vuelve a la casa y descubre que Geraldine ha desaparecido, y Wanda le explica que «tenía que ir corriendo a casa». En el exterior de Westview, Geraldine es expulsada de un muro de estática televisiva que rodea el pueblo, y es rodeada por agentes de S.W.O.R.D.
Un comercial durante el programa WandaVision anuncia sales de baño Hydra.

## Producción

### Desarrollo
En octubre de 2018, Marvel Studios estaba desarrollando una serie limitada protagonizada por la Wanda Maximoff de Elizabeth Olsen y el Visión de Paul Bettany de las películas del Universo cinematográfico de Marvel (UCM). En agosto de 2019, Matt Shakman fue contratado para dirigir la miniserie. Shakman y la guionista principal Jac Schaeffer producen de forma ejecutiva junto a Kevin Feige, Louis D'Esposito y Victoria Alonso de Marvel Studios.: 50  Feige describió la serie como parte «sitcom clásica» y parte «epopeya de Marvel», rindiendo homenaje a muchas épocas de sitcoms estadounidenses. El tercer episodio, titulado «Now in Color», fue escrito por Megan McDonnell, y rinde homenaje a la década de años 1970, cambiando a Technicolor después de que los dos primeros episodios fueran en blanco y negro.

### Escritura
El episodio rinde homenaje a sitcoms de los años 1970 como The Brady Bunch, Good Times, The Mary Tyler Moore Show y The Partridge Family. La coprotagonista Teyonah Parris dijo que hacer referencia a The Brady Bunch y a Good Times en la serie fue «un choque de muchos elementos y personajes», y utilizó a los personajes Thelma y Willona de Good Times como puntos de referencia. Olsen creía que el hecho de que Wanda pasara por el parto le permitía conectar con los recuerdos de su hermano, Pietro, que había enterrado previamente. Schaeffer añadió que el hecho de ser gemela y la pérdida de Pietro formaban parte de la experiencia y el trauma de Wanda, y hacer referencia a ellos en este episodio «tenía sentido... en ese momento para que ella tuviera algo de honestidad emocional» rodeada de la falsa sensación de felicidad que le proporcionaba el mundo sitcom.
La serie presenta comerciales falsos que, según Feige, indican que «parte de las verdades de la serie empiezan a filtrarse», y «Now in Color» incluye un comercial que anuncia sales de baño Hydra con el eslogan «¡Encuentra a tu diosa interior!». Con la nueva mención de Hydra tras su uso en el comercial del segundo episodio, Savannah Salazar de Vulture creía que podía apuntar a que Hydra era la organización detrás de lo que estaba ocurriendo, aunque algunos de los diálogos del comercial parecían indicar que Wanda estaba creando su propio mundo para escapar de sus problemas. Molly Edwards, de Total Film, consideró que la redacción del comercial podría implicar que los poderes de Wanda ya estaban «dentro» y habían sido desbloqueados por Hydra, en lugar de que ella los obtuviera gracias a sus experimentos. Un jabón de control mental de Hydra similar se menciona en la serie Agents of S.H.I.E.L.D. de Marvel Television, en el episodio de la cuarta temporada, «Identity and Change».

### Casting
El episodio está protagonizado por Elizabeth Olsen como Wanda Maximoff, Paul Bettany como Visión, Teyonah Parris como Geraldine y Kathryn Hahn como Agnes.: 27:03–27:20  También aparecen Emma Caulfield Ford como Dottie Jones, David Payton como Herb, David Lengel como Phil Jones, Randy Oglesby como el Dr. Stan Nielson y Rose Bianco como la Sra. Nielson. Ithamar Enriquez, Wesley Kimmel, Sydney Thomas y Victoria Blade aparecen durante el comercial falso.

### Filmación y efectos visuales
La filmación en el estudio de grabación tuvo lugar en Pinewood Atlanta Studios en Atlanta (Georgia), con Shakman como director y Jess Hall como director de fotografía. También se llevó a cabo en el área metropolitana de Atlanta, mientras que la filmación en exteriores y en estudios tuvo lugar en Los Ángeles cuando la serie reanudó su producción después de estar en pausa debido a la pandemia de COVID-19.: 50  La secuencia de apertura se inspiró en elementos de las aperturas de The Brady Bunch y The Mary Tyler Moore Show, y Shakman dijo que se consideró una secuencia totalmente inspirada en The Brady Bunch, pero no pudieron conseguir que los elementos funcionaran como querían. A diferencia de los sitcoms de los años 1970, que utilizaban material de archivo en sus secuencias de apertura, Shakman filmó momentos específicamente para la apertura de WandaVision.
Hall iluminó el episodio utilizando luces de tungsteno que eran habituales en la época de los años 1970.: 6  Cuenta con pistas de risas y se presenta en una relación de aspecto 4:3 durante la mayor parte del episodio, hasta el final, cuando Geraldine es expulsada de la realidad de WandaVision y el episodio se vuelve a una relación de pantalla ancha moderna 2:40:1. Las lentes que Hall utilizó de Panavision para filmar el material de sitcom tenían «esa especie de caída uniforme en los bordes», que funcionaba bien en la relación de aspecto cuadrada 4:3 y era un efecto apropiado para la época. Los efectos visuales fueron creados por Monsters Aliens Robots Zombies, Framestore, Rodeo FX, Perception, RISE, The Yard VFX, SSVFX y Capital T.: 29:21–29:36 

### Música
Los compositores Kristen Anderson-Lopez y Robert Lopez se mostraron orgullosos de la letra de la canción principal del episodio, «We Got Something Cooking», y Lopez consideró que las letras «Uno más uno es más que dos» y «Uno más uno es familia» eran «las más tontas, divertidas y televisivas que jamás hayamos escrito». Anderson-Lopez señaló que era originalmente «Uno más uno es más que tres», pero se reescribió a «Uno más uno es familia» porque se consideró que la letra original podría haber sido un spoiler.  Anderson-Lopez fue la principal escritora del tema, eligiendo palabras que se relacionaban con un embarazo y estableciendo la complicación de «lo que está pasando aquí y luego inventándolo sobre la marcha. También como si fuéramos nosotros contra el mundo».
«Daydream Believer» de The Monkees suena en el episodio, y Wanda canta una canción de cuna que fue escrita por Schaeffer. Titulada «Sokovian Lullaby», la canción fue traducida al idioma ficticio de Sokovia por la profesora de idiomas de la serie, Courtney Young. Schaeffer dijo que la canción trataba de una madre que cantaba para su hijo y no de ninguno de los grandes misterios de la serie, y la describió como una «versión sincera de una canción de sitcom». El 29 de enero de 2021, Marvel Music y Hollywood Records lanzaron una banda sonora para el episodio, con la partitura del compositor Christophe Beck. La primera pista es la canción de Anderson-Lopez y Lopez.
| N.º   | Título | Duración |  |
| 1.    | «We Got Something Cooking» (con Kristen Anderson-Lopez, Elyse Willis, Laura Dickinson, Robert Lopez, Eric Bradley & Gerald White) | 1:07     |  |
| 2.    | «Uncharted Waters» | 1:06     |  |
| 3.    | «The Strangest Thing» | 1:17     |  |
| 4.    | «Hydra-Soak» | 0:39     |  |
| 5.    | «A Stork in the House» | 0:49     |  |
| 6.    | «Fish Pants» | 0:52     |  |
| 7.    | «A Child Is Born» | 1:27     |  |
| 8.    | «Twins» | 1:44     |  |
| 9.    | «No Home» | 3:30     |  |
| 12:31 | |          |  |

## Mercadotecnia
A principios de diciembre de 2020, se publicó un póster por día durante seis días, cada uno de los cuales representaba una década, desde los años 1950 hasta los 2000. Charles Pulliam-Moore, de io9, calificó al póster de este episodio como «el mayor cambio estético» respecto a los de las décadas anteriores, indicando que la serie sería «en vívido tecnicolor». No estaba seguro de si las paredes sin papel de decoración y el cuenco de frutas sobre el televisor tenían algún significado, pero sentía que las frutas eran «un guiño al sorprendente giro del destino que Visión descubre un poco más adelante». Keegan Prosser, de Comic Book Resources, consideró que el póster tenía «paneles de madera apropiados para la década», con Wanda y la Visión con ropas y peinados también apropiados. Tras el lanzamiento del episodio, Marvel anunció mercancía inspirada en él como parte de su promoción semanal «Marvel Must Haves», incluyendo camisetas, ropa de casa, accesorios, Funko Pops y una réplica de plata del collar con el colgante de espada de Geraldine del episodio. En febrero de 2021, Marvel se asoció con el cocinero Justin Warner para lanzar una receta de la ensalada de frutas para bebés del Dr. Nielsen, basada en que Nielsen compara el crecimiento de los bebés con varias frutas.

## Lanzamiento
«Now in Color» se estrenó en Disney+ el 22 de enero de 2021.

## Respuesta crítica
El sitio web del agregador de reseñas Rotten Tomatoes informó de un índice de aprobación del 85%, basándose en 20 reseñas con una calificación media de 7,38/10. El consenso de la crítica del sitio dice: «‹Now in Color› adquiere un tono más oscuro a medida que continúa desentrañando el misterio central de la serie, planteando casi tantas nuevas preguntas como respuestas en el camino».
Sam Barsanti, de The A.V. Club, consideró que «se rompe la represa proverbial» cuando se nombra a Pietro, y añadió que «ese momento escalofriante... podría ser tranquilamente uno de los mejores del UCM de ‹Oh, maldita sea, están haciendo la cosa› en mucho tiempo». Su colega Stephen Robinson le dio al episodio una «B+» y consideró que «la trama se pone en marcha a toda velocidad», comparándolo más con The Twilight Zone que con The Brady Bunch. Robinson se mostró menos entusiasmado con la época de los años 1970 que con la de los 1960 del episodio anterior, calificó las pistas de risas como «aún más intrusivas», y deseó que Agnes apareciera más. Robinson calificó el acto final de «inquietante» con sus oscuros matices. Don Kaye, al reseñar el episodio para Den of Geek, opinó que «adopta plenamente la estética de sitcoms de los años 1970, con peinados y trajes alocados, decorados muy iluminados e incluso un nuevo tema musical y una secuencia de créditos que parecen recién salidos de una audición de The Brady Bunch». Le dio a «Now in Color» cuatro de cinco estrellas.
Darren Franich, de Entertainment Weekly, destacó a Parris, señalando que uno de sus monólogos «me dejó sin aliento». Sin embargo, criticó una supuesta secuencia de miedo como «genérica». El colega de Franich, Chancellor Agard, disfrutó con la cigüeña que cobraba vida, ya que era «un elemento visual divertidísimo» que «añadía un nivel extra de rareza a todo el episodio». Consideró que la apuesta emocional de la serie de que Wanda escapara de su dolor por la pérdida de Visión y de su hermano Pietro había «encajado en su sitio» justo al final. Agard calificó el episodio con un sobresaliente, mientras que su colega Christian Holub, redactor de Entertainment Weekly, «flipó» con la mención de Ultrón. Matt Purslow, que escribió para IGN y calificó «Now in Color» con un 8 sobre 10, dijo que «esta entrada en la década de los 1970 por fin rompe la ilusión de sitcom lo suficiente como para que los dos elementos de WandaVision, el homenaje a sitcoms y la caja de rompecabezas del UCM, se sientan cohesionados en lugar de dispares. Puede que estemos solo a unos centímetros de saber más sobre el misterio de la serie, pero está a un kilómetro en términos de hacer que WandaVision se sienta como una entrega genuina del UCM.» Con la revelación de que Westview es un lugar físico, Purslow se preguntó si tal vez estaba en una realidad alternativa y vinculada a Doctor Strange en el multiverso de la locura (2022).
Ben Travers, de IndieWire, fue más crítico con el episodio, dándole una «C+». Consideró que el equilibrio entre una serie de homenaje a sitcoms y un misterio estaba «todavía muy lejos, pero al menos la serie parece estar más cerca de reconocer su dualidad» y que Agnes estaba infrautilizada. No disfrutó de la fachada del mundo sitcom afirmando que «es realmente difícil relajarse y disfrutar de la serie... cuando sabes que solo está ahí para rellenar el tiempo entre las gotas de información». Abraham Riesman, de Vulture, le dio a «Now in Color» 2 de 5 estrellas y consideró que «se propone aumentar la extrañeza y la confusión, y más o menos logra ese objetivo», pero añadidó que el único reto que WandaVision ofrece a los espectadores es reunir pistas sobre el misterio que se está estableciendo, lo cual es «la forma más vacía y condescendiente de hacer que la gente vuelva a ver algo». Continuó diciendo que «lo que hemos visto hasta ahora es preocupante» y que estaba preparado para recibir una grata sorpresa si los episodios restantes se volvían más interesantes, pero no se «hacía esperanzas».